# Џон Еванс
Сер Џон Еванс (енгл. Sir John Evans; 17. новембар 1823 — 31. мај 1908) био је енглески археолог и геолог.

## Биографија
Џон Еванс, син свештеника Артура Бенонија Еванса, је рођен на Бритвелском двору у Бакингемширу. Дуго је био индустријски менаџер који је радио за његовог ујака и каснијег таста Џона Дикинсона (1782—1869) у Хемел Хемпстеду. Еванс је такође био и познати антиквар, археолог и нумизматичар.
Еванс је од 1885. до 1892. године био председник Антикварског друштва Лондона и председник Нумизматичког друштва од 1874. до његове смрти. Био је и председник Геолошког друштва Лондона од 1877. до 1876. године, Краљевског антрополошког института Велике Британије и Ирске од 1877. до 1879. године, Друштва хемијске индустрије од 1891. до 1893. године и Британског друштва за напредак науке од 1897. до 1898. године. Изабран је за члана Краљевског друштва 1864. године и двадесет година (1878—1898) је био благајник друштва.
Као председник Антикварског друштва је биоex officio старатељ Британског музеја, а касније је постао трајни старатељ. Добио је неколико почасних диплома различитих универзитета и био је дописни члан Француског института. Еванс је био и колекционар и већину његове археолошке колекције је његов син Артур донирао Ашмолеан музеју у Оксфорду где је радио. Његова библиотека је постала саставни део Бодлеан библиотеке. Еванс је такође и вршио ископавања; колекцију предмета из гвозденог доба које су Еванс и Џон Лабок ископали у Халштату се данас налази у Британском музеју.
Живио је у Беркемстеду где је и преминуо 1908. године.

## Дела
Еванс је публиковао три монографије:
- Новчићи древних бритона (енг. The Coins of the Ancient Britons) - 1864
- Дредни камени имплементи, оружје и орнаменти Велике Британије (енг. The Ancient Stone Implements, Weapons and Ornaments of Great Britain) - 1872
- Древни бронзани имплементи, оружје и орнаменти Велике Британије и Ирске (енг. The Ancient Bronze Implements, Weapons and Ornaments of Great Britain and Ireland) - 1881

## Породица
Еванс се оженио три пута, био удовац два пута и имао шесторо деце. Његова прва жена је била Харијет Ен Дикинсон и заједно су имали петоро деце:
- Сер Артур Еванс (1851–1941), кустоса Ашмолеан музеја и откривача Минојске културе.
- Луис Еванс (1853–1930), који је наставио породични поса и скупљао научне инструменте који су постали основа за настанак Музеја историје науке у Оксфорду.
- (Филип) Норман Ецанс (1854–1893), који је постао хемичар након рада у породичној фирми.
- Алис Еванс (1856–1882), која је преминула релативно млада
- Харијет Ен Еванс (1857–1938)

Харијет је преминула 1. јануара 1858. године и он се потом оженио са својом рођаком, Франсес Филипс (1826–1890).
Еванс се 9. јула 1892. године оженио са Маријом Милингтон Летбури (1856–1944) и имали су ћерку, Џоан Еванс, која је била уважена историчарка уметности која се бавила средњовековном енглеском и француском уметношћу. Џоана је објавила аутобиографску књигу Време и случајност: Прича Артура Еванса и његових претходника (енг. Time and Chance: The Story of Arthur Evans and His Forebears) 1943. године где је писала о Артуру и Џону.

## Публикације
- The ancient stone implements, weapons and ornaments, of Great Britain (1872)